# Paraphylax varius
Paraphylax varius är en stekelart som först beskrevs av Walker 1860.  Paraphylax varius ingår i släktet Paraphylax och familjen brokparasitsteklar. Inga underarter finns listade i Catalogue of Life.